# Densign White
Densign Emmanuel White (Wolverhampton, 21 december 1961) is een voormalig judoka uit Groot-Brittannië, die het Verenigd Koninkrijk driemaal op rij vertegenwoordigde bij de Olympische Spelen: in 1984 (Los Angeles), 1988 (Seoul) en 1992 (Barcelona).
In 1988 was hij dicht bij een medaille in de klasse tot 86 kilograms, maar verloor hij in de strijd om het brons van de Nederlander Ben Spijkers. Hetzelfde overkwam hem vier jaar eerder, toen hij in de troostfinales werd verslagen door de Braziliaan Walter Carmona. White is tienvoudig Brits kampioen. Hij werd na zijn actieve loopbaan voorzitter van de Britse judofederatie.

## Erelijst

### Wereldkampioenschappen
- – 1987 Essen, West-Duitsland (– 86 kg)

### Europese kampioenschappen
- – 1987 Parijs, Frankrijk (– 86 kg)
- – 1988 Pamplona, Spanje (– 86 kg)
- – 1990 Frankfurt, West-Duitsland (– 86 kg)